# 金瓜核
金瓜核（学名：Dischidia esquirolii）是夹竹桃科眼树莲属的植物。分布在中国大陆的云南、广西、贵州等地，生长于海拔300米至1,200米的地区，一般生长在山地杂木林中和岩石上，目前尚未由人工引种栽培。

## 别名
金瓜核藤、个兴丁（广西）